# جونيور واتسون
جونيور واتسون (بالإنجليزية: Junior Watson)‏ هو موسيقي ومغني أمريكي، ولد في القرن العشرين.

## وصلات خارجية
- جونيور واتسون على موقع ميوزك برينز (الإنجليزية)
- جونيور واتسون على موقع ديسكوغز (الإنجليزية)